# Triaplidae
Triaplidae  (лат.) — семейство вымерших насекомых отряда жесткокрылых, единственной в составе надсемейства Triaploidea. Существовали с конца верхней перми до раннего мела включительно, найдены на территории России, Средней Азии и Китая.

## Описание
Жуки средних размеров от 7 до 14 мм. Характеризуются продолговатым телом и очень крупными бедренными покрышками, прикрывающими задние тазики.

## Биология
Возможно, биология этих жуков была схожа с биологией Haliplidae.

## Систематика
К семейству относят семь ископаемых родов: Avocatinus, Catinius, Catinoides, Macrocatinius, Triaplus, Triassocatinius и Tunguskagyrus.